# ふるさと (FUNKY MONKEY BABYSの曲)
「ふるさと」は、FUNKY MONKEY BABYSの配信限定シングル。2009年12月9日に配信開始。『みんなのうた』で放送された。その後、2010年2月10日発売のベストアルバム『ファンキーモンキーベイビーズBEST』の1曲としてCD化されている。
2013年4月・5月に『みんなのうた』で放送された、嵐の「ふるさと」は、同題異曲である。

## 概要
前作の「ヒーロー/明日へ」からわずか3週間後に配信。ジャケットにはDJケミカルによるイラストが起用され、PV（メンバーの歌唱シーンなしで構成）には浅利陽介が出演している。『みんなのうた』では、リクエスト枠『みんなのうたリクエスト』などで再放送されている。2013年現在、この「ふるさと」のPVはパッケージ化されていない。みんなのうたで「ふるさと」と読むタイトルでは2曲目になる（その前の1曲目はNOKKO&GOの曲が、その後の3曲目は嵐の曲が放送されている）。